# HAT-P-13
HAT-P-13またはGSC 03416-00543は、おおぐま座の方角に約700光年の距離にあるG型主系列星である。2009年に、トランジット法と視線速度法によって太陽系外惑星が発見されたことが発表された。
| 太陽 | HAT-P-13  |
| ---- | --------- |
| 太陽 | Exoplanet |

## 惑星系
2009年の発見で、HAT-P-13は2つの太陽系外惑星を持つことが確実になった。内側の惑星HAT-P-13bがトランジット法で、外側の惑星HAT-P-13cが視線速度法で、それぞれ発見された。HAT-P-13cが恒星表面を通過するか否かは分かっていない。HAT-P-13は、トランジット惑星の外側に視線速度法で別の惑星が見つかった最初の恒星である。HAT-P-7やHAT-P-11でも視線速度は測定されているが、トランジット惑星の外側にある惑星の軌道を決定するには至っていない。OGLE-TR-111は、確定したトランジット惑星一つと、惑星かどうか不明なもう一つトランジット天体を持つと思われている。
内側を公転するHAT-P-13bは、およそ木星質量程度で、約3日の公転周期を持つ。ホットジュピターに分類され、温度は1,000Kを超える。外側を公転する惑星cは、木星の14倍以上の質量を持つ。これだけ質量が大きいと、 HAT-P-13cはスーパージュピターか、褐色矮星である可能性もある。どちらにしても、HAT-P-13cは446日周期で軌道離心率が0.66という細長い楕円軌道で、親星を公転している。
視線速度の詳細な観測から、惑星が2つケプラー運動しているだけの条件では、観測によく合わず、別の加速度要因を加えた方がよく観測を説明できることがわかり、この星系で3つ目の伴天体の存在が示唆されている。この伴天体の特性は、あまり絞り込めていないので、公転軌道の大きさによって、巨大ガス惑星である可能性も、褐色矮星や赤色矮星である可能性もある。
| 名称 （恒星に近い順） | 質量       | 軌道長半径 （天文単位） | 公転周期 (日) | 軌道離心率 | 軌道傾斜角 | 半径     |
| --------------------- | ---------- | ----------------------- | ------------- | ---------- | ---------- | -------- |
| b                     | 0.851 MJ   | 0.0427                  | 2.916250      | 0.0133     | 83.40°     | 1.272 RJ |
| c                     | ≥ 14.28 MJ | 1.188                   | 446.27        | 0.6616     | —          | —        |